# Anthem, Arizona
Anthem är en ort (CDP) i Maricopa County, i delstaten Arizona, USA. Enligt United States Census Bureau har orten en folkmängd på 21 700 invånare (2010) och en landarea på 20,7 km².